# Tèids
Els tèids o teids (Teiidae) són una família de sauròpsids escatosos distribuïda des del nord d'Amèrica del Sud i el Carib.

## Característiques
Els tèids inclouen sargantanes de cos allargat, membres ben desenvolupats, proveïdes d'escates granulars dorsals, i les plaques centrals grans, rectangulars; el cap té plaques grans. La mida varia molt, de 7 a 50 cm de longitud, segons les espècies.

## Història natural
L'hàbitat és una varietat àmplia d'ambients xeròfits i sabanes, i pasturatges propers a la selva. La reproducció és ovípara; Cnemidophorus, Kentropyx i Teius inclouen espècie unisexuals i bisexuals; les espècies unisexuals són sovint simpàtriques amb una o més espècies bisexuals. Presenten moviments ràpids, especialment les més petites, apareixen solament quan les temperatures diürnes són altes i permeten una activitat constant.

## Taxonomia
Els tèids es classifiquen en dos grups:
- El dels llangardaixos del gènere Tupinambis, que són majors de 30 centímetre de llarg total, carnívors o omnívors, caça petits vertebrats i artròpodes.
- L'altre grup conté els tàxons més petits; són menors a 16 centímetres de llarg total i inclou els gèneres Ameiva, Cnemidophorus, Kentropyx, i alguns altres.